# Boljevci
Boljevci (izvirno srbsko Бољевци) je naselje v Srbiji, ki upravno spada pod Mestno občino Zemun; slednja pa je del Mesta Beograd.

## Demografija
V naselju, katerega izvirno (srbsko-cirilično) ime je Бољевци, živi 3247 polnoletnih prebivalcev, pri čemer je njihova povprečna starost 39,5 let (38,7 pri moških in 40,3 pri ženskah). Naselje ima 1469 gospodinjstev, pri čemer je povprečno število članov na gospodinjstvo 2,83.
To naselje je, glede na rezultate popisa iz leta 2002, večinoma srbsko.
|  |

| Demografija | Demografija     | Demografija     |
| Leto        | Št. prebivalcev | Št. prebivalcev |
| ----------- | --------------- | --------------- |
|             |                 |                 |
|             |                 |                 |
|             |                 |                 |
|             |                 |                 |
| 1948        | 3356            |                 |
| 1953        | 3648            |                 |
| 1961        | 3855            |                 |
| 1971        | 4011            |                 |
| 1981        | 3990            |                 |
| 1991        | 4284            | 4061            |
| 2002        | 4169            | 4056            |
|             |                 |                 |

| Etnična sestava po popisu iz leta 2002 | Etnična sestava po popisu iz leta 2002 | Etnična sestava po popisu iz leta 2002 | Etnična sestava po popisu iz leta 2002 | Etnična sestava po popisu iz leta 2002 |
| -------------------------------------- | -------------------------------------- | -------------------------------------- | -------------------------------------- | -------------------------------------- |
| Srbi                                   | Srbi                                   |                                        | 2.653                                  | 65,40%                                 |
| Slovaki                                | Slovaki                                |                                        | 1.132                                  | 27,90%                                 |
| Jugoslovani                            | Jugoslovani                            |                                        | 40                                     | 0,98%                                  |
| Hrvati                                 | Hrvati                                 |                                        | 16                                     | 0,39%                                  |
| Romi                                   | Romi                                   |                                        | 12                                     | 0,29%                                  |
| Črnogorci                              | Črnogorci                              |                                        | 9                                      | 0,22%                                  |
| Madžari                                | Madžari                                |                                        | 9                                      | 0,22%                                  |
| Nemci                                  | Nemci                                  |                                        | 5                                      | 0,12%                                  |
| Makedonci                              | Makedonci                              |                                        | 4                                      | 0,09%                                  |
| Slovenci                               | Slovenci                               |                                        | 3                                      | 0,07%                                  |
| Muslimani                              | Muslimani                              |                                        | 2                                      | 0,04%                                  |
| Rusi                                   | Rusi                                   |                                        | 1                                      | 0,02%                                  |
| Neznano                                | Neznano                                |                                        | 35                                     | 0,86%                                  |